# اژدرماران کوتوله
اژدرماران کوتوله (نام علمی: Tropidophiidae) نام یک تیره از فروراسته ناکورماریان است.